# Hippodrom Moskau

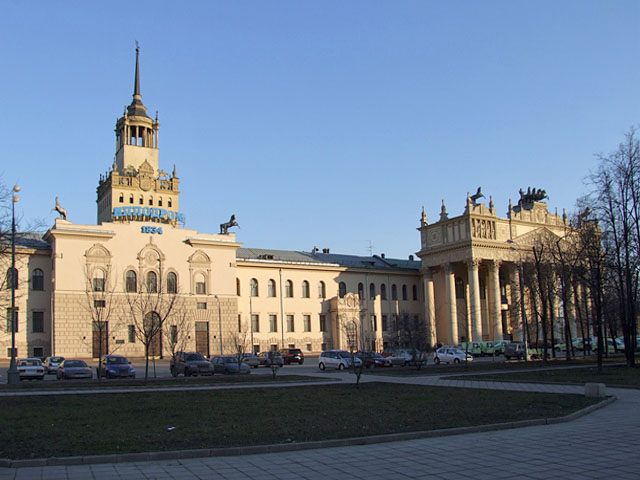
Moskauer Hippodrom

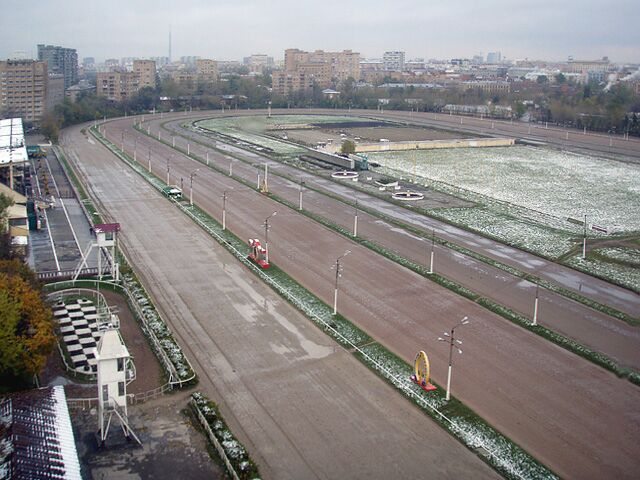
Blick auf die Rennbahn

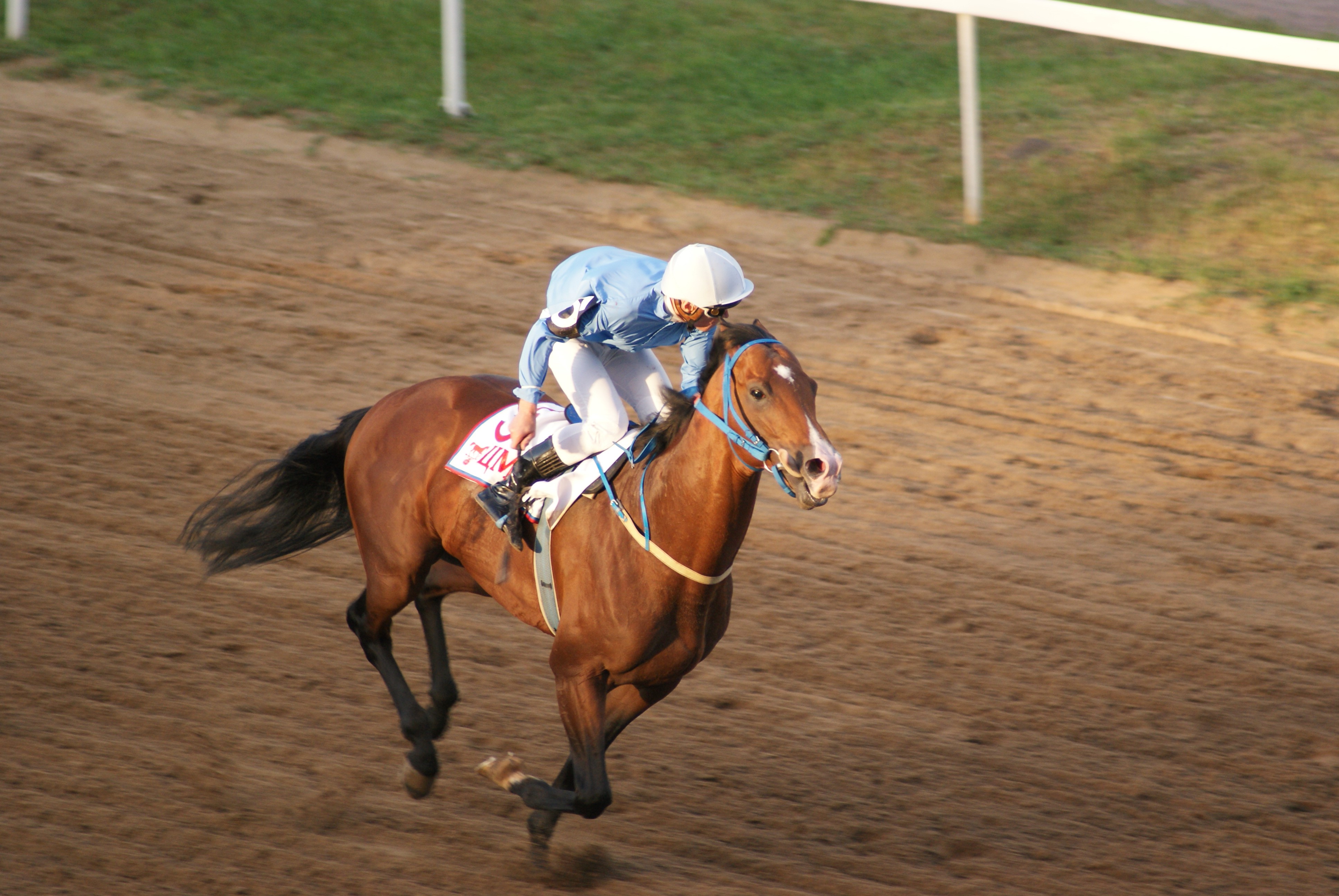
Pferderennen, 2013

Das Hippodrom Moskau wurde 1834 im Norden der russischen Hauptstadt  Moskau gegründet und ist die größte Pferderennbahn in Russland. Auf dem Gelände befindet sich auch eine Forschungseinrichtung für Pferdezucht.

## Geschichte
1834 wurde im Moskauer Hippodrom die ersten Trabrennen veranstaltet. Im ersten Jahr fanden nur zwei Renntage statt. In den späten 1880er Jahren wurde die Rennstrecke für Jagdrennen erweitert.
Nach der russischen Revolution wurde die Rennstrecke 1918 stillgelegt. Im September 1921 wurden in Moskau die Trabrennen und der Wettbetrieb wieder aufgenommen. 1921 nahmen wieder 163 Pferde an den Rennen teil, diese Zahl stieg in den Folgejahren. 1930 waren es schon 1030 Pferde, die an 101 Renntagen starteten. In den Jahren 1951–1955 wurden die Gebäude renoviert.
Nachdem es drei Jahre geschlossen war, wurden am Moskauer Hippodrom am 1. Juli 2012 die Wettschalter wieder eröffnet.